# Used (Saragossa)
Used ist ein spanischer Ort und eine Gemeinde (municipio) mit nur noch 260 Einwohnern (Stand: 2024) im Süden der Provinz Saragossa in der Autonomen Gemeinschaft Aragonien. Die Gemeinde gehört zur bevölkerungsarmen Serranía Celtibérica.

## Lage und Klima
Used liegt ca. 115 km (Fahrtstrecke) südwestlich der Provinzhauptstadt Saragossa in einer Höhe von ca. 1050 m. 

## Bevölkerungsentwicklung
| Jahr      | 1970 | 1981 | 1991 | 2001 | 2011 | 2021 |
| Einwohner | 658  | 462  | 453  | 376  | 321  | 271  |

## Sehenswürdigkeiten
- Peter-und-Paul-Kirche (Iglesia de San Pedro y San Pablo)
- Antoniuskapelle (Ermita de San Antón)
- Palast von Used

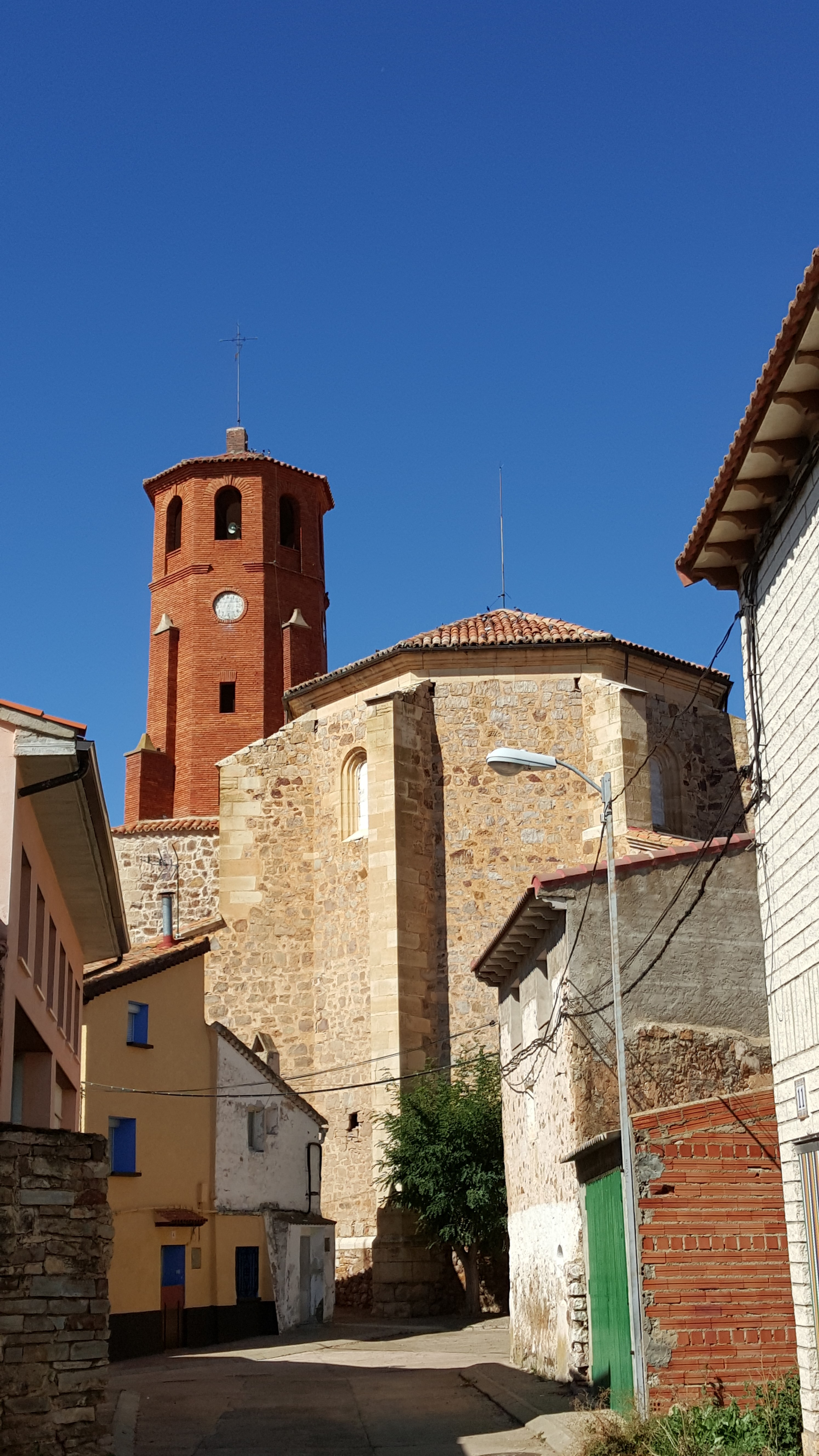
Peter-und-Paul-Kirche
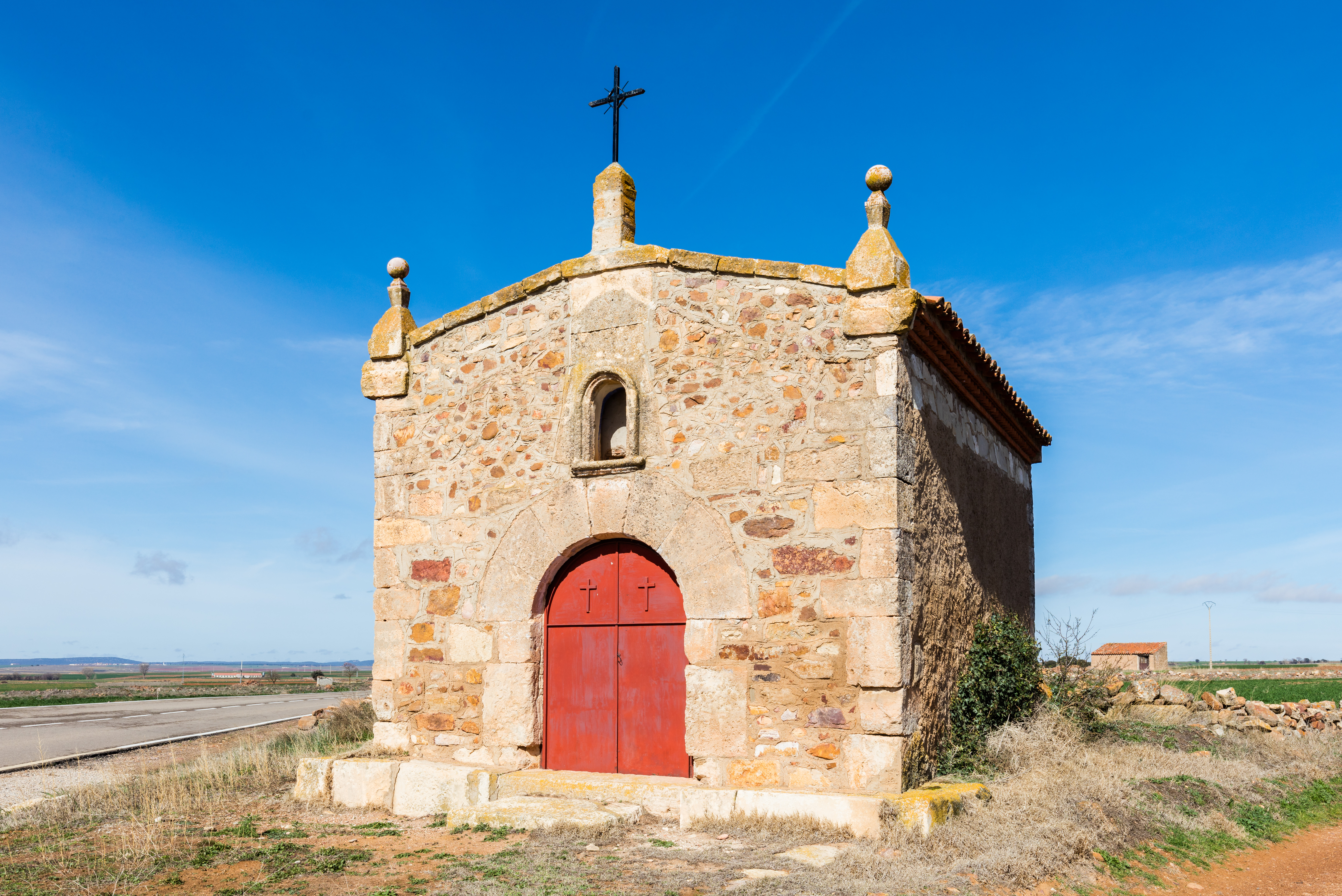
Antoniuskapelle
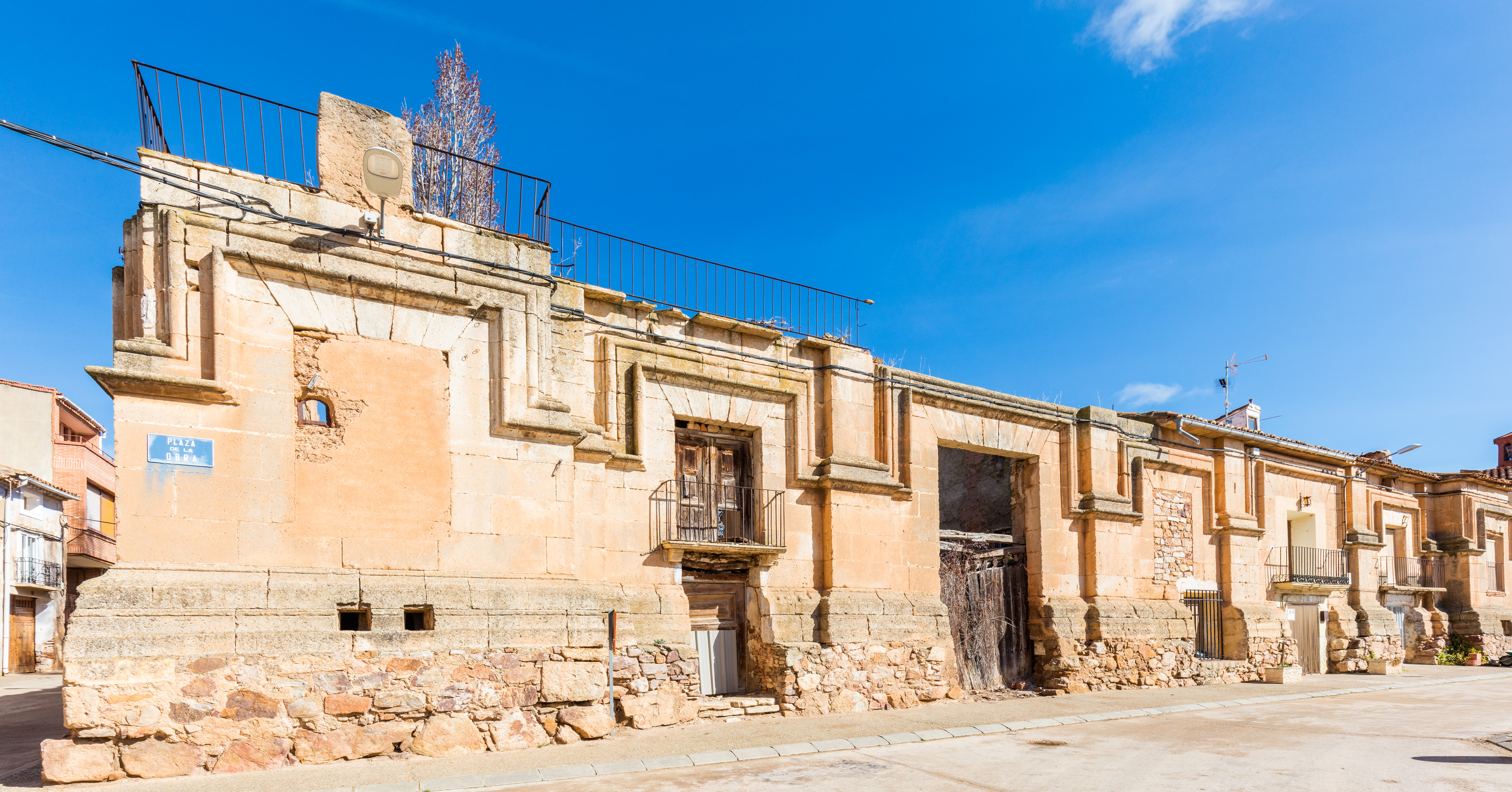
Palast von Used